# Episodi di SOKO - Misteri tra le montagne (sedicesima stagione)
La sedicesima stagione della serie televisiva SOKO - Misteri tra le montagne è stata trasmessa in anteprima in Austria da ORF 1 tra il 7 marzo 2017 e il 13 giugno 2017.
| nº | Titolo originale     | Titolo italiano      | Prima TV Austria | Prima TV Italia  |
| -- | -------------------- | -------------------- | ---------------- | ---------------- |
| 1  | Trauerreden          | Elogio funebre       | 7 marzo 2017     | 8 ottobre 2022   |
| 2  | Tod zum Selbermachen | Arma “differenziata” | 14 marzo 2017    | 8 ottobre 2022   |
| 3  | Der innere Dämon     | Il demone interiore  | 21 marzo 2017    | 15 ottobre 2022  |
| 4  | Vermächtnis          | Eredità              | 4 aprile 2017    | 15 ottobre 2022  |
| 5  | Hexenjagd            | Caccia alle streghe  | 11 aprile 2017   | 22 ottobre 2022  |
| 6  | Liebe bringt den Tod | Passione mortale     | 18 aprile 2017   | 22 ottobre 2022  |
| 7  | Sport ist Mord       | Sete… di vendetta    | 25 aprile 2017   | 29 ottobre 2022  |
| 8  | La Mordida           | Tango mortale        | 2 maggio 2017    | 29 ottobre 2022  |
| 9  | Akanamo muss sterben | Mondi paralleli      | 16 maggio 2017   | 5 novembre 2022  |
| 10 | Fatale Begierde      | Odio e amore         | 23 maggio 2017   | 5 novembre 2022  |
| 11 | Into the Wild        | Into the wild        | 30 maggio 2017   | 12 novembre 2022 |
| 12 | Der Andere           | L’altro              | 6 giugno 2017    | 12 novembre 2022 |
| 13 | Alte Schuld          | Antichi debiti       | 13 giugno 2017   | 19 novembre 2022 |